# Jens Nohka
Jens Nohka (* 5. Oktober 1976 in Frankfurt (Oder)) ist ein ehemaliger deutscher Bobfahrer.
Jens Nohka ist gelernter Bäcker und lebt in Berlin. Bobsport betrieb er seit 1999 und startete für den BSC Winterberg. Zunächst trat er mit Steve Harnapp an. Später mit Stefan Drescher und René Spies an. Seine größten Erfolge erreichte er bei Weltmeisterschaften. 2002 und 2003 belegte er im Viererbob vierte Plätze, 2004 gewann er im Langen-Viererbob Christoph Langen die Silbermedaille. 
2010 beendete er seine sportliche Karriere. Er ist aktuell als Kundenberater für eine Großbäckerei tätig.